# اووسیانکا (استان آمور)
اووسیانکا (به لاتین: Ovsyanka) یک منطقهٔ مسکونی در روسیه است که در استان آمور واقع شده‌است.